# Karen Clark (natation synchronisée)
Pour les articles homonymes, voir Karen Clark et Clark.
Karen Clark, née le 9 avril 1972 à Montréal, est une pratiquante de natation synchronisée canadienne.

## Carrière
Lors des Jeux olympiques de 1996 à Atlanta, Karen Clark remporte la médaille d'argent olympique par équipes avec Sylvie Fréchette, Janice Bremner, Karen Fonteyne, Christine Larsen, Erin Woodley, Cari Read, Lisa Alexander, Valérie Hould-Marchand et Kasia Kulesza,.